# Delmer Daves
Delmer Lawrence Daves (ur. 24 lipca 1904 w San Francisco w stanie Kalifornia, zm. 17 sierpnia 1977 w La Jolla w stanie Kalifornia) – amerykański scenarzysta i reżyser filmowy.

## Życiorys
Chociaż ukończył studia na wydziale prawa Stanford University w Stanford w stanie Kalifornia, nigdy nie miał sposobności sprawdzić swojej wiedzy ze studiów. Podczas gdy wciąż przebywał na uczelni, dostał pracę jako goniec przy realizacji westernu Karawana (1923). Po ukończeniu studiów, kontynuował karierę w Hollywood. Wkrótce potem występował w produkcjach filmowych jako aktor, a następnie zadebiutował jako autor scenariusza komedii MGM Tak więc to jest uczelnia (1928). Następnie pisał scenariusze do takich filmów jak dramat Królowa Kelly (1929) z Glorią Swanson, musical Promenada miłości (1934), gangsterski Skamieniały las (1936) z Humphreyem Bogartem i Bette Davis, melodramat Ukochany (1939) z Mariją Uspienską, komedia muzyczna Moja najmilsza (1942) z Ritą Hayworth i Fredem Astaire i melodramat Niezapomniany romans (1957) z Carym Grantem. Jako reżyser debiutował klasycznym dramatem wojennym w 1943 pt. Cel: Tokio z kreacją Cary’ego Granta w roli kapitana Cassidy’ego, jako dowódcy amerykańskiego okrętu podwodnego. Największy rozgłos przyniósł mu zrealizowany w 1957 western 15:10 do Yumy. Po raz ostatni stanął za kamerą w 1965 reżyserując dramat Bitwa pod Villa Fiorita.

### Życie prywatne
Od roku 1938 był żonaty z aktorką Mary Lawrence (ur. 17 maja 1918, zm. 24 września 1991). Był ojcem Michaela i Deborah.

## Filmografia
Reżyseria:
- Cel: Tokio (1943)
- Czerwony dom (1947)
- Mroczne przejście (1947)
- Grupa uderzeniowa (1949)
- Złamana strzała (1950)
- Nie pozwól mi odejść (1953)
- Demetriusz i gladiatorzy (1954)
- Ostatni wóz (1956)
- Ranczo w dolinie (1956)
- 15:10 do Yumy (1957)
- Kowboj (1958)
- Złoczyńcy (1958)
- Wojenna miłość (1958)
- Drzewo powieszonych (1959)
- Góra Spencera (1963)
- Bitwa pod Villa Fiorita (1965)